# Tadeusz Waluszkiewicz
Tadeusz Waluszkiewicz (ur. 25 lipca 1930 w Zakroczymiu, zm. 1 listopada 2016 w Szczecinie) – polski inżynier, dyplomata, działacz partyjny i państwowy, od 1980 do 1982 wojewoda szczeciński.

## Życiorys
Syn Jana i Heleny, pochodził z rodziny chłopskiej. Ukończył studia w Leningradzkim Instytucie Budowy Okrętów. Od 1956 pracował w Stoczni Szczecińskiej im. Adolfa Warskiego, gdzie został szefem Biura Eksportu i Zbytu. Od 1957 do 1971 należał do egzekutywy Komitetu Zakładowego PZPR w stoczni, od 1967 do 1969 także egzekutywy miejskiego komitetu PZPR w Szczecinie. W 1969 został przewodniczącym Zespołu Partyjnego Miejskiej Rady Narodowej. W 1972 został sekretarzem ekonomicznym KW PZPR w Szczecinie, w 1975 szefem Prezydium Miejskiej Rady Narodowej.
W sierpniu 1980 pośredniczył w rozmowach między władzami centralnymi a Międzyzakładowym Komitetem Strajkowym, kierowanym przez Mariana Jurczyka. Od września 1980 pełnił funkcję sekretarza Komisji Mieszanej czuwającej nad realizacją porozumień MKS z rządem. 12 grudnia 1980 został wojewodą szczecińskim. Po wprowadzeniu stanu wojennego w 1981 odebrano mu część kompetencji na rzecz wojewódzkiego komisarza wojskowego pułkownika Romana Peciaka. Na skutek konfliktu z KW PZPR zrezygnował z funkcji 3 marca 1982 roku. Przez kolejne cztery lata był radcą handlowym ds. gospodarki morskiej ambasady w Moskwie, później pracował do 1994 w szczecińskim oddziale Polskiej Izby Handlu Zagranicznego.
Został pochowany na cmentarzu Centralnym w Szczecinie.